# (656) Beagle
Pour les articles homonymes, voir Beagle (homonymie).
(656) Beagle est un astéroïde de la ceinture principale.
Il doit son nom au navire qu'emprunta Charles Darwin (1809-1882) pour son tour du monde, le HMS Beagle.
Il a été découvert le 22 janvier 1908 par l'astronome allemand August Kopff (1882-1960). Sa désignation provisoire était 1908 BU.